# Шулайкина, Лидия Ивановна
Лидия Ивановна Шула́йкина (28 марта 1915, Орехово-Зуево — 15 июля 1995, Москва) — советская лётчица, единственная женщина — лётчик-штурмовик в морской авиации РККА, Герой Российской Федерации (1.10.1993), старший лейтенант (1947).

## Биография

### Ранние годы
Лидия Шулайкина родилась 28 марта 1917 года. В 1930 году она окончила Орехово-Зуевскую среднюю школу № 1. В 1933 году окончила Московский индустриально-педагогический техникум имени Профинтерна и начала работать учителем в средних школах Орехово-Зуево. 
Одновременно она окончила Орехово-Зуевский аэроклуб (1937) и с 1937 по 1939 годы параллельно с работой в школе работала и лётчиком-инструктором в аэроклубе. В 1939 году была переведена в аэроклуб на полный рабочий день. Подготовила около 200 курсантов. 

### Предвоенные годы и участие в боевых действиях
С декабря 1939 года работала пилотом в Сухумском авиаотряде гражданской авиации. С мая 1941 года работала инструктором аэроклуба Свердловского района города Москвы. После начала Великой Отечественной войны аэроклуб был эвакуирован в Удмуртскую АССР.
В мае 1942 года на Крымском фронте погиб её муж лётчик-истребитель лейтенант Сергей Кирюшкин. В августе 1942 года она добровольцем вступила в Красную армию. Служила лётчиком-инструктором 3-й авиационной школы первоначального обучения ВВС ВМФ в Сарапуле, готовившей лётчиков для морской авиации. Летала на самолётах У-2, УТ-2 и Р-5. После неоднократных рапортов об отправке на фронт в апреле 1944 года была зачислена в 3-е военно-морское лётное училище (Таганрог). В том же 1944 году вступила в ВКП(б).
В августе 1944 года окончила училище и получила назначение в 7-й гвардейский штурмовой авиационный полк ВВС ВМФ на Балтийский флот (командир полка дважды Герой Советского Союза А. Е. Мазуренко). В составе полка с 26 августа 1944 по 9 мая 1945 года совершила 36 боевых вылетов на штурмовике Ил-2. Принимала участие в Таллинской, Моонзундской, Восточно-Прусской и Берлинской наступательных операциях. Потопила лично 1 транспорт, 1 самоходную десантную баржу, сторожевой катер и шаланду, а в группе участвовала в потоплении свыше 10 кораблей противника, включая миноносец, 3 быстроходные десантные баржи и канонерскую лодку. Последний боевой вылет совершила 9 мая 1945 года на поддержку десанта на остров Борнхольм.

### После войны
После войны Шулайкина продолжала службу в ВВС Военно-морского флота СССР, стала старшим лётчиком (её полк базировался в городе Колобжег (Польша). С июля 1947 года — она лётчик 81-й отдельной транспортной авиационной эскадрильи ВВС 4-го ВМФ (Калининград), где перешла летала самолёте Ли-2. С сентября 1951 года — лётчик 65-го отдельного транспортного авиационного полка авиации ВМФ (Москва). В ноябре 1955 года уволена в запас.
С 1955 года работала учителем домоводства в Москве. В 1970 году окончила факультет иностранных языков Московского педагогического института и продолжала работать преподавателем английского языка в московской школе. С 1990 года на пенсии. Активно участвовала в работе ветеранских и общественных организаций, была заместителем председателя Президиума Совета ветеранов Балтийского флота.

### Смерть
Лидия Ивановна Шулайкина умерла 15 июля 1995 года, она похоронена на Долгопрудненском кладбище.

## Воинские звания
- Младший лейтенант (9.04.1943)
- Лейтенант (1.11.1944)
- Старший лейтенант (26.11.1947)

## Награды
- Герой Российской Федерации (1 октября 1993)[3].
- Два ордена Красного Знамени (01.11.1944[4], 23.05.1945[5]).
- Орден Отечественной войны 1-й степени (06.11.1985[6]).
- Медаль «За боевые заслуги» (26.02.1953).
- Медаль «За взятие Кёнигсберга» (1945).
- Другие медали СССР.

## Память
- Имя Шулайкиной присвоено одной из улиц Орехово-Зуево, в сентябре 1997 года на одном из зданий по этой улице в её честь установлена мемориальная доска
- В Орехово-Зуевском парке 30-летия Победы установлен бронзовый бюст Шулайкиной
- Мемориальная доска её памяти установлена в Калининграде